# Parachiona picicornis
Parachiona picicornis är en nattsländeart som först beskrevs av Francois Jules Pictet de la Rive 1834.  Parachiona picicornis ingår i släktet Parachiona och familjen husmasknattsländor. Arten är reproducerande i Sverige. Inga underarter finns listade i Catalogue of Life.

## Bildgalleri

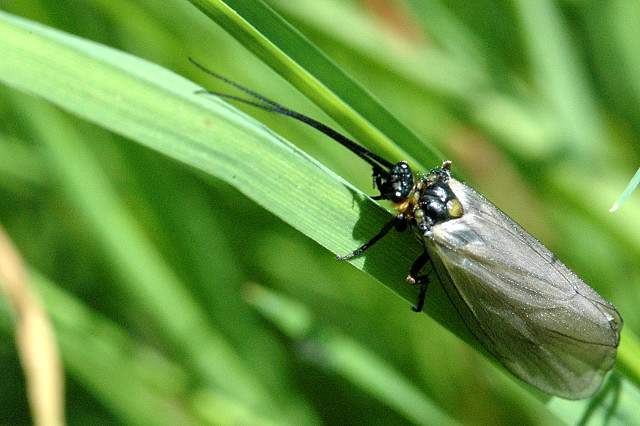
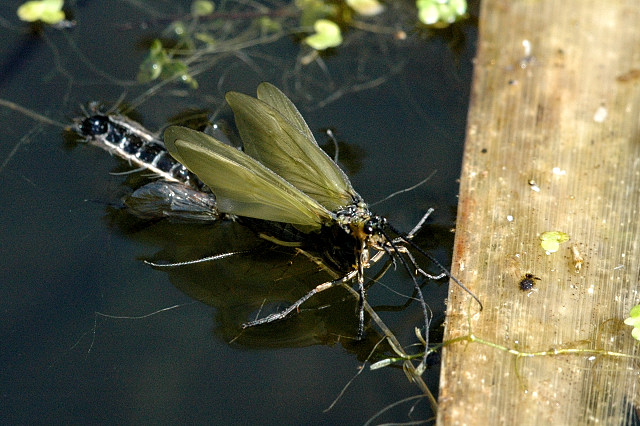